# Pluskota
Pluskota – osada w Polsce położona w województwie zachodniopomorskim, w powiecie wałeckim, w gminie Wałcz, nad rzeką Piławką. Miejscowość wchodzi w skład sołectwa Kłębowiec.